# 門脇延行
門脇　延行（かどわき　のぶゆき、1941年2月22日 -  ）は、日本の経営学者。滋賀大学名誉教授。2019年、瑞宝中綬章受章

## 略歴
（出典）
1941年2月22日、大阪府に生まれる。1963年、神戸大学経営学部卒業。1967年、神戸大学大学院経営学研究科博士課程中退。1967年、滋賀大学に助手として着任、1988年、滋賀大学経済学部教授に就任した。2000年、滋賀大学副学長。2006年、滋賀大学名誉教授の称号を受ける。
その間、比較経済体制学会幹事（1985年-1988年）、JSSEES 編集委員（1979年-1986年）
1979 - JSSEES 理事（1979年）、比較経営学会理事（1976年-1978年）を歴任した。
2019年、瑞宝中綬章受章。

## 著書
（出典）

### 共編著
- 林昭・酒井正三郎・門脇延行編著『体制転換と企業・経営』（ミネルヴァ書房、2001年）

### 共訳
- 『反均衡と不足の経済』（コルナイ・ヤーノシュ著）（盛田常夫・門脇延行訳）（日本評論社、1983年）

## 叙位・叙勲
- 瑞宝中綬章受章（2019年）[2]。